# Thyridanthrax lotus
Thyridanthrax lotus är en tvåvingeart som först beskrevs av Friedrich Hermann Loew 1869.  Thyridanthrax lotus ingår i släktet Thyridanthrax och familjen svävflugor. Inga underarter finns listade i Catalogue of Life.